# Offiziershochschule des Ministeriums des Innern „Artur Becker“ – Bereitschaften

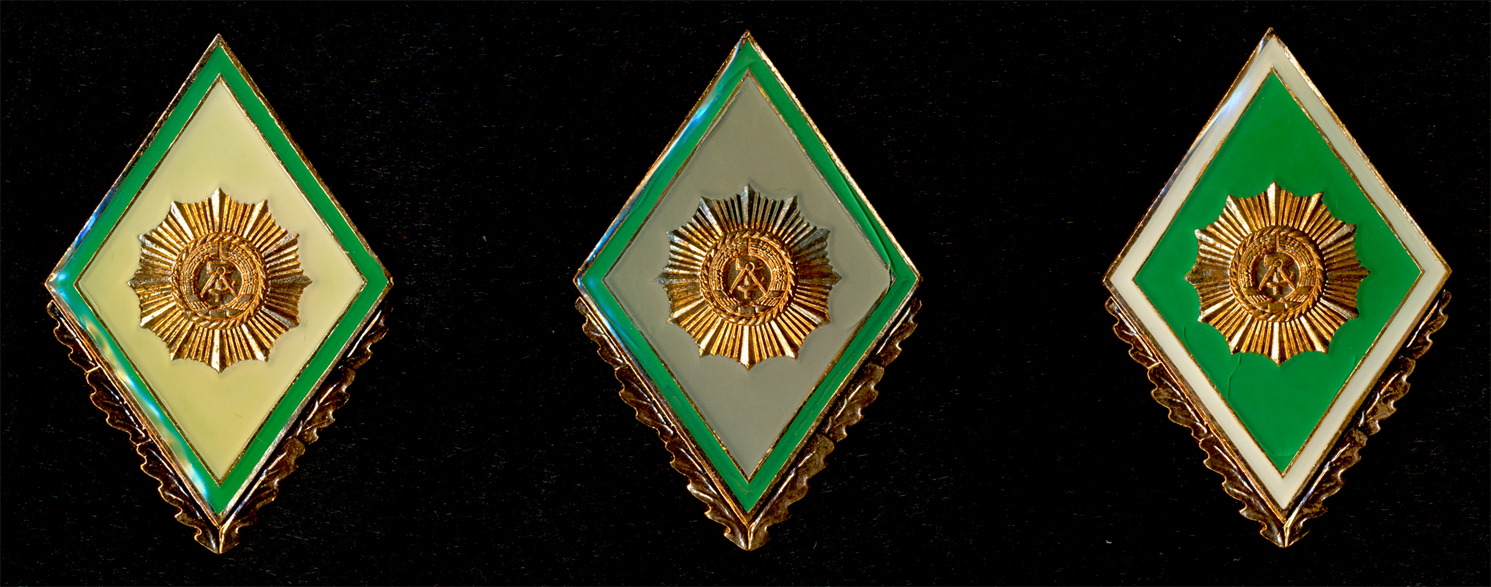
Absolventenabzeichen:
rechts OHS des MdI

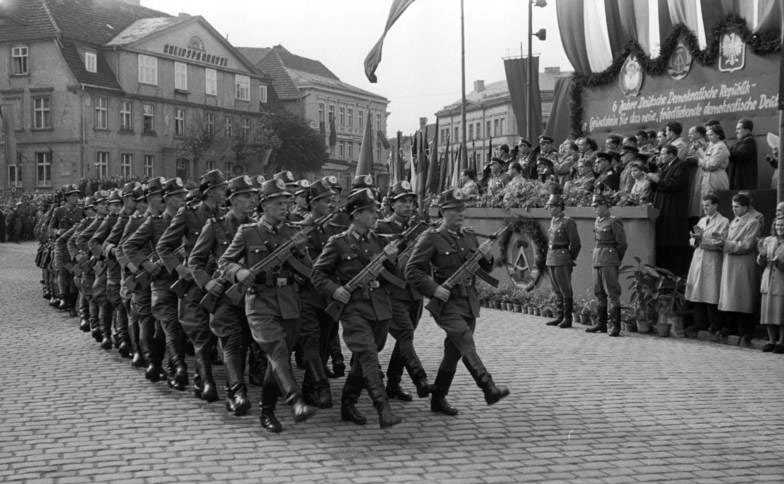
Volkspolizei in Neustrelitz, am Tag der Republik, 7. Oktober 1955

Die Offiziershochschule des Ministeriums des Innern – Bereitschaften (OHS des MdI) trug den Ehrennamen Artur Becker und war eine der Offiziershochschulen der DDR. Sie diente der Ausbildung von Offizieren vornehmlich der Volkspolizei-Bereitschaften, aber auch anderer bewaffneter Organe. Die Studenten trugen während ihrer Dienstzeit an dieser OHS Offiziersschülerdienstgrade. Absolventen, die das Studium an der OHS erfolgreich abschlossen, wurden in der Regel zum Leutnant der VP ernannt.

## Geschichte
„Die Bereitschaftspolizei verfügte nicht über eine eigene Offiziersschule. Erst Anfang der 60er Jahre begann in der Lehrbereitschaft (Potsdam) die Ausbildung von Zugführern, wobei jedoch die Mehrzahl der Offiziere auch weiterhin an Schulen der NVA herangebildet wurde.“
„Komplizierter gestaltete sich die Heranbildung von Offizieren, die bisher fast ausschließlich durch die NVA erfolgt war. Im Oktober 1962 begann in Dresden der Aufbau der Zentralen Lehranstalt des MdI zur Ausbildung militärischer Kader – ZLA (M) –, die nach entsprechenden Vorbereitungsarbeiten im Februar 1963 die Lehrtätigkeit aufnahm.“
Die Lehreinrichtung unter ihrem ersten Kommandeur Major der VP Weigelt befand sich im Dresdner Stadtteil Trachau, Neuländer Straße 60 (heute unmittelbar an der Bundesautobahn 4, Anschlussstelle Wilder Mann). Auf dem Areal war 1935 eine Polizeikaserne errichtet worden. Die Gebäude wurden nach dem Zweiten Weltkrieg bis 1954 durch eine Klinik für Körperbehinderte genutzt.
Mit der Erhebung zur Hochschule erfolgte 1971 die Namensänderung in Offiziershochschule – Bereitschaften – des Ministeriums des Innern Artur Becker.
Die Absolventen dieser Offiziershochschule trugen ab dem Jahrgang 1986 ein besonderes Absolventenabzeichen.
Inzwischen haben auf dem Gelände das Landeskriminalamt Sachsen und das Landesamt für Verfassungsschutz Sachsen ihren Sitz.

## Studienzulassung
Analog den Studienzugangsbestimmungen zu Universitäten und Hochschulen der DDR war für den Besuch dieser Offiziershochschule die allgemeine Hochschulreife zwingend erforderlich. Ob das Abitur an einem Gymnasium, einer Erweiterten Oberschule oder auf dem zweiten Bildungsweg abgelegt wurde, war unerheblich. So bot die Offiziershochschule beispielsweise für befähigte Offiziersbewerber einen gesonderten Einjahreslehrgang zum Erwerb des Fachabitur/Teilabitur an. Diesem Lehrgang konnte, sofern Bedarf bestand, eine verkürzte Grundausbildung mit anschließender Vereidigung vorgelagert werden.

## Gliederung und Organisationsstruktur

### Militärischer Bereich
Die Offiziershochschule gliederte sich in:
- Kommandeur mit Leitung, Stab und Stellvertreterbereiche,
- Schülerkompanien 1 bis 3 und Lehrgänge sowie
- Einheiten und Einrichtung zur Versorgung, Unterstützung und Sicherstellung.

Dem Kommandeur waren unmittelbar unterstellt:
- Leitungsbereich mit

- Sekretärin
- wissenschaftlicher Mitarbeiter/Sekretär
- Offizier Finanzen
- Offizier Analyse/Kontrolle/Adjutant

- Stellvertreter für Politische Arbeit des Kommandeurs (StPAK)
- Stellvertreter des Kommandeurs Ausbildung / Forschung (StKA/F)
- Stellvertreter des Kommandeurs Einheiten / Lehrgänge (StKE/L)
- Stellvertreter des Kommandeurs Operativ (STKOp)
- Stellvertreter des Kommandeurs Versorgung (StKV)
- Leiter Referat Kader

Diensteinheit der Hauptverwaltung VII des MfS mit Zuständigkeit für die Offiziershochschule

### Unterbringung
Die Unterbringung der Schüler der OHS wechselte in den Jahren. Zunächst erfolgte die Aufteilung getrennt nach Hochschulreife (HSR), Sicherstellungskompanie (SiKo) und den Offiziersschüler-Kompanien (OSK). Letztere waren in den Häusern 18 und 19 untergebracht, auf dem östlichen Teil des Geländes. Die HSR und die SiKo waren in älteren Gebäuden zwischen Lehrgebäuden und Muni-Bunker untergebracht (im westlichen Teil des Geländes).
Später wurde diese Aufteilung verändert und während der dreijährigen Ausbildung wurden die Offiziersschüler nach kompanieweise = Studienjahr in den Häusern 1 bis 3 (Altbauten im Südwesten) untergebracht. In dieser Zeit waren die Schüler der Hochschulreife und der Sonderreife in den Gebäuden am östlichen Ende untergebracht, gemeinsam mit der Unterführerschule. Diese Aufteilung war bis 1984 gegeben.
Mit dem Wechsel auf die vierjährige Ausbildung an der OHS wurde die Unterführerschule ausgelagert und das 3. Studienjahr in den beiden Gebäuden untergebracht.

### Hochschulbereich
Die Hochschulausbildung erfolgte in nachstehenden Sektionen, Lehrabteilungen und Fachgruppen.
Sektion Marxismus/Leninismus mit den Lehrabteilungen:
- Philosophie
- Politische Ökonomie
- Wissenschaftlicher Kommunismus / Geschichte
- Theorie und Praxis der Polit- und Parteiarbeit (TPPA)

Sektion Einsatzausbildung mit den Lehrabteilungen:
- Kampfeinsatz
- Ordnungs- und Sicherungseinsatz
- Spezialausbildung

Sektion Grundlagenausbildung mit den Lehrabteilungen:
- Staat und Recht
- Körperertüchtigung
- Sprachausbildung / Naturwissenschaften
- Fachgruppe Militärpädagogik / -psychologie,
- Fachgruppe Führungs- und Leitungstätigkeit

## Kommandeure
| Dienstgrad      | Name           | Dienstzeit | Bemerkung |
| --------------- | -------------- | ---------- | --------- |
| Major der VP    | Weigelt        | 1962–1968  |           |
| Generalleutnant | Alfred Winkler | 1968–1990  |           |

## Auflösung
Mit der Außerdienststellung der Deutschen Volkspolizei im Jahre 1990 wurde die Offiziershochschule aufgelöst. Am 2. Oktober 1990 wurde der letzte Appell durchgeführt und die Dienstflagge eingeholt. Rechtsnachfolger wurde das Landeskriminalamt Sachsen.